# 兴城路街道
兴城路街道是中国山东省青岛市李沧区下辖的一个街道。

## 行政区划
兴城路街道下辖兴宁路社区、兴城路社区、板桥坊社区、四流北路社区、唐山路社区、板桥坊企业总公司社区、汾阳路社区、海洋化工厂社区。